# Yen
Yenul (円 – shinjitai, pronunțat en, uneori yen) este moneda națională a Japoniei. Codul ISO 4217 pentru yen este JPY și 392. Simbolul latinizat este ¥.
Yenul a fost introdus de către guvernul Meiji în anul 1870. În era Edo, era un sistem complicat bazat pe moneda mon. O lege din 1871 d.C. a decis folosirea unui sistem zecimal al yen-ului (1 yen = 100 sen = 1.000 rin). Valoarea legală a fost determinată drept 0,78 uncii troyes (24,26 g) de argint sau 1,5 g de aur pur. Astăzi (2007), aceeași cantitate de argint are o valoare de circa 825,1 yeni, iar aurul o valoare de 3.829,6 yeni. Sen-ii și rin-ii au fost scoși din circulație în 1953. 
Yen-ul derivă de la termenul nipon 圓 (en, „rotund"), ce-a împrumutat citirea fonetică de la yuan-ul chinezesc. Inițial, chinezii vechi au făcut schimb foarte mult cu arginți, denumiți saisi (cantoneza: 細絲 – „mătase fină") ori yuanbao (chineza tradițională: 元寶 – „comoară principală"), și când piaștrii spanioli au fost aduși dinspre Filipinele spaniole, chinezii le-au zis „arginți rotunzi" (chineza tradițională: 銀圓 – yinyuan), din cauză că acele obiecte aveau formă circulară. Monezile noi și denumirea aferentă au apărut și-n Japonia. 

## Valoarea fixă a yenului față de dolarul SUA
După al Doilea Război Mondial, yenul japonez a pierdut mult din valoare. În 1949, după o perioadă de instabilitate, valoarea yenului a fost fixată la ¥360 pentru 1 dolar american. Această rată de schimb s-a menținut până în anul 1971, când Statele Unite au renunțat la convertibilitatea dolarului în aur. Din 28 august 1971, rata de schimb a yenului este flotantă.

## Bancnote și monede
Actualmente (2009 d.C.) monedele yenului sunt: 1, 5, 10, 50, 100, 500, iar bancnotele sunt: 1.000, 2.000 (folosită mai rar), 5.000 și 10.000.

### Greutatea și compoziția monedelor[2]
- 1 yen: 1 g, aluminiu
- 5 yeni: 3,75 g, alamă (cupru și zinc)
- 10 yeni: 4,5 g, bronz (cupru, zinc, cositor)
- 50 yeni: 4 g, cupronichel (cupru, nichel)
- 100 yeni: 4,8 g, cupronichel
- 500 yeni: 7 g, cupronichel sau aliaj din cupru+zinc+nichel

## Galerie

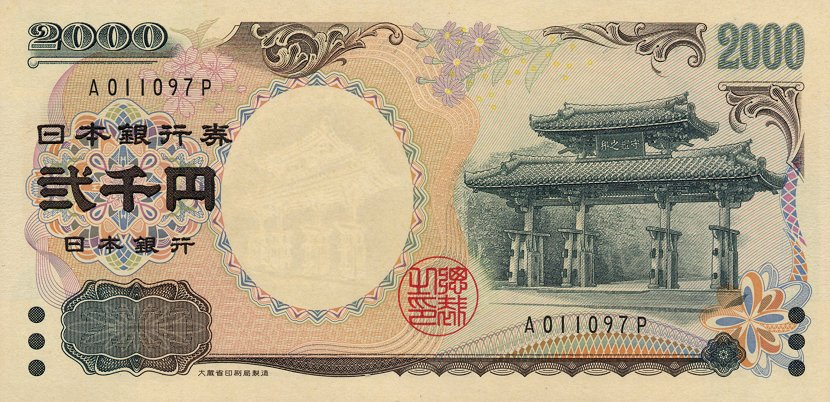
Bancnota de 2.000 yeni